# Chinchey
Chinchey, també coneguda com a Rurichinchay, és una muntanya de la Cordillera Blanca, als Andes peruans. El seu cim s'eleva fins al 6.309 msnm, sent la novena muntanya més alta del país. Es troba a la regió d'Ancash. La primera ascensió la protagonitzaren W. Brecht i H. Schweizer el 2 d'agost de 1939.